# Daniel Freire
Daniel Freire (Buenos Aires, 29 de diciembre de 1961) es un actor argentino conocido principalmente por su papel en la serie de televisión Doctor Mateo, donde interpretaba a Tom, el dueño de la taberna de San Martín del Sella, localidad ficticia donde transcurre la historia. También es conocido por su papel de Aquilino, en la serie de televisión Amar es para siempre.

## Biografía
Su debut en el cine se produjo por primera vez en el año 1993, con un papel en la película de origen argentino Un muro de silencio. A partir de este momento, obtuvo diversos papeles en numerosas películas, series y cortometrajes, entre los que se encuentran Las Aventuras de Diós (2000) donde interpretaba a Jesucristo; o Lucía y el sexo, dirigida por Julio Médem. En cuanto a series de televisión, destacan dos importantes papeles: en el año 2005 interpretó al audaz cámara Daniel Canalda en Motivos personales y en 2011 pasó a formar parte del reparto de "Doctor Mateo", donde obtuvo el papel del roquero tabernero de San Martín del Sella, Tom Pellegrini. 
En el año 1999 decidió viajar hasta Madrid, intentando encontrar en esta ciudad nuevos retos cinematográficos. Sin embargo, estableció una relación de amor con la capital española, convirtiéndola en su nuevo lugar de residencia, donde continúa viviendo en la actualidad aunque sigue realizando numerosos viajes a su Argentina natal.
En cuanto a su vida privada, muy celoso de ella, se sabe que lleva varios años casado con el también actor Alberto Vázquez.

## Filmografía

### Películas
| Año  | Título                   | Papel                                            | Director                          |
| ---- | ------------------------ | ------------------------------------------------ | --------------------------------- |
| 1993 | Un muro de silencio      | Daniel                                           | Lita Stantic                      |
| 1995 | El censor                | Basurero                                         | Eduardo Calcagno                  |
| 1997 | Canción desesperada      | Daniel                                           | Jorge Coscia                      |
| 1998 | El milagro de Sara Duval | Daniel                                           | Néstor Rosendo                    |
| 2000 | Las aventuras de dios    | Jesucristo                                       | Eliseo Subiela                    |
| 2001 | Lucía y el sexo          | Carlos y Antonio                                 | Julio Medem                       |
| 2001 | Sagitario                | Gustavo                                          | Vicente Molina Foix               |
| 2002 | El refugio del mal       | Martín                                           | Félix Cábez                       |
| 2002 | Impulsos                 | Jaime                                            | Miguel Alcantud                   |
| 2003 | Una pasión singular      | Blas Infante                                     | Antonio Gonzalo                   |
| 2004 | Catarsis                 | Enrique                                          | Ángel Fernández Santos            |
| 2004 | Matar al ángel           | Sabino                                           | Daniel Múgica                     |
| 2005 | Interior (noche)         | Emilio                                           | Miguel Ángel Cárcano              |
| 2007 | El niño de barro         | Comisario Petrie                                 | Jorge Algora                      |
| 2007 | Arizona Sur              |                                                  | Daniel Pensa y Miguel Ángel Rocca |
| 2007 | Masala                   | Oscar                                            | Salvador Calvo                    |
| 2009 | Un ajuste de cuentas     | Josito Fernández                                 | Manane Rodríguez                  |
| 2011 | La sombra del sol        | Daniel                                           | David Blanco                      |
| 2013 | Cruzados                 | Carlos                                           | Miguel Ángel Cárcano              |
| 2013 | Autoréplica              | Julien                                           | Daniel Cabrero                    |
| 2018 | Campeones                | Francisco Carrascosa, entrenador del Estudiantes | Javier Fesser                     |

### Series de televisión
| Año         | Título                                                        | Papel                | Notas         |
| ----------- | ------------------------------------------------------------- | -------------------- | ------------- |
| 1991        | Cosecharás tu siembra                                         |                      |               |
| 1992        | Mi otro yo                                                    |                      |               |
| 1992        | Fiesta y bronca de ser joven                                  |                      |               |
| 1993 - 1994 | Más allá del horizonte                                        |                      |               |
| 1996        | Cómo dejar morir a un valiente                                |                      |               |
| 1996        | Poliladron                                                    |                      |               |
| 1996        | ¿Dónde está el amor de mi vida..., que no lo puedo encontrar? |                      |               |
| 1996        | La cacería del zorro                                          |                      |               |
| 1997        | Herederos de poder                                            |                      |               |
| 1997        | Verdad consecuencia                                           |                      |               |
| 1997        | Carola Casini                                                 |                      |               |
| 1999        | Campeones de la vida                                          | Dani                 | 1 episodio    |
| 2002 - 2005 | Ana y los 7                                                   | David Hidalgo        | 91 episodios  |
| 2005        | Motivos personales                                            | Daniel Garrald       | 27 episodios  |
| 2007        | Hermanos & Detectives                                         | Daniel               | 2 episodios   |
| 2007 - 2009 | MIR                                                           | Dr. Javier Lapartida | 26 episodios  |
| 2008        | El Síndrome de Ulises                                         | Daniel               | 1 episodios   |
| 2009 - 2011 | Doctor Mateo                                                  | Tom Pellegrini       | 44 episodios  |
| 2010        | Las chicas de oro                                             | Oscar                | 2 episodios   |
| 2013        | Historias de corazón                                          | Pintor               | 1 episodio    |
| 2014        | Águila Roja                                                   | Luis de la Vega      | 1 episodio    |
| 2014 - 2016 | Amar es para siempre                                          | Aquilino Gonzáles    | 190 episodios |
| 2016        | La sonata del silencio                                        | Francisco Castillo   | 2 episodios   |
| 2022        | ¡García!                                                      | Neffemberg           | 6 episodios   |
| 2024        | Máxima                                                        | Jorge Zorreguieta    | 6 episodios   |

### Cortometrajes
| Año  | Título                 | Director                            |
| ---- | ---------------------- | ----------------------------------- |
| 1999 | Balada del Primer Amor | Daniel Pensa y Miguel Ángel Rocca   |
| 2004 | Laura                  | Tote Trenas                         |
| 2005 | Aliteración            | Roberto Menéndez                    |
| 2005 | Machulenco             | David Blanco                        |
| 2005 | El Mono de Hamlet      | Alberto Chessa                      |
| 2006 | Límites Naturales      | Rubén Alonso                        |
| 2006 | Algo Tuyo Tengo        | José Miguel Idigoras                |
| 2008 | Ese Beso               | Kamala López                        |
| 2010 | El Grifo               | Denis Rovira van Boekholt           |
| 2011 | Secuestro              | Daniela Costa y Jose Diego Santiago |
| 2012 | Esos dos               | Javier de la Torre                  |

### Documentales
| Año  | Título | Papel     | Director                            |
| ---- | ------ | --------- | ----------------------------------- |
| 1997 | El Che | Alejandro | Aníbal Di Salvo y Maurice Dugowson. |

### Teatro
| Año         | Obra                                 | Papel        | Director                           | Autor                                     |
| ----------- | ------------------------------------ | ------------ | ---------------------------------- | ----------------------------------------- |
| 1980        | Vida sexual de Robinson Crusoe       |              | Rafael Alcobendas                  |                                           |
| 1981        | El Principito                        |              | Roberto Dairiens                   |                                           |
| 1982        | El llanto de La Madonna              |              | Rafael Garzaniti                   |                                           |
| 1982        | La oficina                           |              | Ariel Bonomi                       |                                           |
| 1984        | Jugemos con tierrita                 |              | Guillermo Martín                   |                                           |
| 1984        | Terror y miserias                    |              | Roberto Conde                      |                                           |
| 1984        | El gigante Amapolas                  |              | Juan Ferreyra                      |                                           |
| 1985        | El largo adiós                       |              | Yirair Mossian                     |                                           |
| 1985        | El día que me quieras                |              | Yirari Mossian                     |                                           |
| 1985        | La tierra es nuestra                 |              | Fabio Prado González               |                                           |
| 1984 - 1993 | El precio de la guerra               |              | Bertolt Brecht                     |                                           |
| 1984 - 1993 | Los muertos                          |              | Florencio Sánchez                  |                                           |
| 1984 - 1993 | Miel amarga                          |              | Manuel Galich                      |                                           |
| 1984 - 1993 | Estampaos al sainete arte l'hambruna |              | Sainetes criollos                  |                                           |
| 1984 - 1993 | El gallo de oro                      |              | Juan Ruffo                         |                                           |
| 1984 - 1993 | La isla de los cuadrados mágicos     |              | Pinim Carpi                        |                                           |
| 1985        | La mala hora                         | -            | Daniel Freire                      | Gabriel García Márquez                    |
| 1988        | Oiga Chamigo Aguará                  | -            | Daniel Freire                      | Adela Bach                                |
| 1990 - 1992 | Atrapen al cuco                      |              | Roberto Palomino                   |                                           |
| 1990 - 1992 | Los tristes diablos                  |              | Omar Sánchez                       |                                           |
| 1993        | La Gaviota                           |              | Rafael Garzaniti                   |                                           |
| 1993        | Re Cordis                            |              | Rafael Garzaniti                   |                                           |
| 1993        | Perramus                             |              | Axel Govednic                      |                                           |
| 1995        | La revolución de un sueño eterno     |              | Rafael Garzaniti                   |                                           |
| 1996 - 1997 | El hombrecito del azulejo            |              | Mimi Harvey                        |                                           |
| 1997 - 1998 | Ángeles en América                   |              | Alejandra Boero y Julio Baccaro    |                                           |
| 1998        | Cuestiones con Ernesto "Che" Guevara |              | Rubens Correa y Javier Margulis    |                                           |
| 1998        | Buena presencia                      |              | Javier Margulis                    |                                           |
| 1999        | Sopa de Huevos                       | -            | Daniel Freire                      | Daniel Freire (Curso de Rubén Schumacher) |
| 1999        | Antígona                             |              | Alejandra Boero                    |                                           |
| 1999        | La revolución de un sueño eterno     |              | Raúl Serrano                       |                                           |
| 1999 - 2000 | El cuarto del recuerdo               |              | Rubens Correa                      |                                           |
| 2001        | Freno de mano                        |              |                                    |                                           |
| 2002        | Memoria y olvido                     |              | Ferrán Madico                      |                                           |
| 2003        | El hombrecito del azulejo            | -            | Daniel Freire                      | Mimi Harvey y Fabio Prado González        |
| 2004        | Secuelas                             | -            | Daniel Freire                      | Quique Fernández                          |
| 2005        | El Manchado                          |              | Gina Piccirilli                    |                                           |
| 2005 - 2006 | Bent                                 |              | Gina Piccirilli                    |                                           |
| 2008        | La damita del abanico azul           |              | Rafael Garzaniti                   |                                           |
| 2008        | Buena presencia                      |              | Rafael Garzaniti                   |                                           |
| 2009        | Mercado libre                        | Abogado      | Jesús Cracio                       | Luis Araujo                               |
| 2011        | Querida Matilde                      | Matías       | Israel Horovitz y Juan Luis Iborra | Israel Horovitz                           |
| 2012        | El veneno del teatro                 | Actor        | Mario Gas                          | Rodolf Sirera                             |
| 2015        | Humo                                 | Isaac Roling | Manuel Galiana                     | Juan Carlos Rubio                         |
| 2016        | Hamlet                               | Claudio      | Miguel del Arco                    | William Shakespeare                       |
| 2024        | Es peligroso asomarse al exterior    |              | Pilar Massa                        | Enrique Jardiel Poncela                   |

## Nominaciones

### Premios Zapping
| Año  | Categoría   | Película           | Resultado |
| ---- | ----------- | ------------------ | --------- |
| 2006 | Mejor Actor | Motivos personales | Nominado  |

### Premios Mestre Mateo
| Año  | Categoría   | Película         | Resultado |
| ---- | ----------- | ---------------- | --------- |
| 2008 | Mejor Actor | El niño de barro | Nominado  |